# Saint-Bonnet-Elvert
Saint-Bonnet-Elvert ist eine französische Gemeinde mit 226 Einwohnern (Stand 1. Januar 2022) im Département Corrèze in der Region Nouvelle-Aquitaine.

## Geografie
Die Gemeinde liegt im Zentralmassiv und ist von ausgedehnten Wäldern umgeben. Die Präfektur des Départements Tulle befindet sich gut 20 Kilometer nordwestlich und Argentat 10 Kilometer leicht südöstlich.
Nachbargemeinden von Saint-Bonnet-Elvert sind 
- Champagnac-la-Prune im Norden,
- Argentat-sur-Dordogne mit Saint-Bazile-de-la-Roche im Osten und Argentat im Südosten,
- Saint-Chamant im Süden,
- Saint-Sylvain im Südwesten,
- Forgès im Westen,
- Saint-Sylvain im Nordwesten.

## Wappen
Beschreibung: Geviert in Grün und Rot. Im Feld 1 und 4 drei silberne Balken und Feld 2 und 3 drei silberne Wellenbalken.

## Einwohnerentwicklung
| Jahr      | 1962 | 1968 | 1975 | 1982 | 1990 | 1999 | 2007 | 2016 |
| Einwohner | 261  | 341  | 272  | 230  | 188  | 166  | 183  | 208  |

## Persönlichkeiten
- Paul Cognasse (1914–1993), französischer Maler und Bildhauer, arbeitete und starb in Saint-Bonnet-Elvert